# Brennan Mejia
Brennan Mejia, nome d'arte di Brennan Alexander Mejia, (Los Angeles, 15 ottobre 1990), è un attore e modello statunitense, famoso per aver recitato nel film Kaboom e nella serie Power Rangers Dino Charge.

## Biografia

### Giovinezza
Mejia è nato a Los Angeles, California. È figlio unico ed è nato da genitori ispanici di seconda generazione. Mejia ha imparato a parlare inglese da giovane e parla anche un poco di spagnolo.

### Carriera
Prima di diventare attore, Mejia ha lavorato come modello. 
Mejia ha esordito come attore nel 2006 in un episodio della serie CSI: Miami.

## Filmografia

### Cinema
- The Guitar, regia di Michael Curtis Johnson - cortometraggio (2009)
- Kaboom, regia di Gregg Araki (2010)
- Power Rangers Dino Charge Halloween, regia di Stephen Lentini - cortometraggio (2015)
- Night Shift, regia di Stephen Ford - cortometraggio (2016)
- Bestia, regia di Matthew Maio Mackay - cortometraggio (2018)
- Dino Mega Charge - Power Rangers Fan Film, regia di Steven Zurita - cortometraggio (2018)
- Pineapple, regia di Stephen Ford - cortometraggio (2021)
- Five, regia di Stephen Ford - cortometraggio (2021)

### Televisione
- CSI: Miami – serie TV, 1 episodio (2006)
- iCarly – serie TV, 1 episodio (2007)
- 90210 – serie TV, 1 episodio (2010)
- American Horror Story – serie TV, 1 episodio (2011)
- Metro, regia di Stephen Gaghan – film TV (2011)
- Kickin' It - A colpi di karate (Kickin' It) – serie TV, 1 episodio (2011)
- La vita segreta di una teenager americana (The Secret Life of the American Teenager) – serie TV, 2 episodi (2013)
- Pretty Dudes – serie TV, 3 episodi (2016)
- Power Rangers Dino Charge – serie TV, 44 episodi (2015-2016)
- SIXERS – serie TV, 6 episodi (2018)
- Supergirl – serie TV, episodio 4x11 (2019)
- Life in Pieces – serie TV, 1 episodio (2019)
- The Dead Girls Detective Agency – serie TV, 12 episodi (2019)
- Modern Wardudes – serie TV (2019)
- Power Rangers Beast Morphers – serie TV, 2 episodi (2020)
- NCIS: Hawai'i – serie TV, episodio 3x07 (2024)

## Doppiatori italiani
Nelle versioni in italiano delle opere in cui ha recitato, Brennan Mejia è stato doppiato da:
- Simone Veltroni in Supergirl
- Jacopo Calatroni in Power Rangers Dino Charge, Power Rangers Super Dino Charge

## Riconoscimenti
- 2021 – Best Actor Award
  - Platinum Award for Best Ensemble per The Adventures of the Gray Hat Hacker (con Liam Dow, Leslie Stratton, Beau Garner, Sharard Baker, LeRoyal Tutt e Joey Wilson)